# Temporada 1989-90 de los San Antonio Spurs
La temporada 1989-90 fue la decimocuarta de los San Antonio Spurs en la NBA, tras la fusión de la liga con la ABA, donde había jugado nueve temporadas, seis en Dallas y tres en San Antonio. La temporada regular acabó con 56 victorias y 26 derrotas, ocupando el segundo puesto de la conferencia Oeste, clasificándose para los playoffs, en los que cayeron en semifinales de conferencia ante Portland Trail Blazers.

## Elecciones en elDraft
| Ronda | Puesto | Jugador      | Posición | Nacionalidad   | Universidad |
| ----- | ------ | ------------ | -------- | -------------- | ----------- |
| 1     | 3      | Sean Elliott | Alero    | Estados Unidos | Arizona     |

## Temporada regular
| División Medio Oeste   | División Medio Oeste | División Medio Oeste | División Medio Oeste | División Medio Oeste | División Medio Oeste | División Medio Oeste | División Medio Oeste | División Medio Oeste |
| Equipo                 | G                    | P                    | %                    | PD                   | Casa                 | Fuera                | Div                  |                      |
| ---------------------- | -------------------- | -------------------- | -------------------- | -------------------- | -------------------- | -------------------- | -------------------- | -------------------- |
| y-San Antonio Spurs    | 56                   | 26                   | .683                 | –                    | 34–7                 | 22–19                | 19–9                 |                      |
| x-Utah Jazz            | 55                   | 27                   | .671                 | 1                    | 36–5                 | 19–22                | 21–7                 |                      |
| x-Dallas Mavericks     | 47                   | 35                   | .573                 | 9                    | 30–11                | 17–24                | 17–11                |                      |
| x-Denver Nuggets       | 43                   | 39                   | .524                 | 13                   | 28–13                | 15–26                | 15–13                |                      |
| x-Houston Rockets      | 41                   | 41                   | .500                 | 15                   | 31–10                | 10–31                | 13–15                |                      |
| Minnesota Timberwolves | 22                   | 60                   | .268                 | 34                   | 17–24                | 5–36                 | 6–22                 |                      |
| Charlotte Hornets      | 19                   | 63                   | .232                 | 37                   | 13–28                | 6–35                 | 7–21                 |                      |

## Playoffs

### Primera ronda
San Antonio Spurs vs. Denver Nuggets 
| Fecha       | Partido                                   | Ciudad      |
| ----------- | ----------------------------------------- | ----------- |
| 26 de abril | San Antonio Spurs 119, Denver Nuggets 103 | San Antonio |
| 28 de abril | San Antonio Spurs 129, Denver Nuggets 120 | San Antonio |
| 1 de mayo   | Denver Nuggets 120, San Antonio Spurs 131 | Denver      |
|             | San Antonio Spurs gana las series 3-0     |             |

### Semifinales de Conferencia
Portland Trail Blazers vs. San Antonio Spurs 
| Fecha      | Partido                                           | Ciudad      |
| ---------- | ------------------------------------------------- | ----------- |
| 5 de mayo  | Portland Trail Blazers 107, San Antonio Spurs 94  | Portland    |
| 8 de mayo  | Portland Trail Blazers 122, San Antonio Spurs 112 | Portland    |
| 10 de mayo | San Antonio Spurs 121, Portland Trail Blazers 98  | San Antonio |
| 12 de mayo | San Antonio Spurs 115, Portland Trail Blazers 105 | San Antonio |
| 15 de mayo | Portland Trail Blazers 138, San Antonio Spurs 132 | Portland    |
| 17 de mayo | San Antonio Spurs 112, Portland Trail Blazers 97  | San Antonio |
| 19 de mayo | Portland Trail Blazers 108, San Antonio Spurs 105 | Portland    |
|            | Portland Trail Blazers gana las series 4-3        |             |

## Estadísticas
| Rk | Jugador          | Edad | P  | PT | MP   | TC  | TCI  | %TC  | T3  | T3I | %T3  | TL  | TLI  | %TL   | RO  | RD  | RT   | AS  | RB  | TAP | BP  | FP  | PTS  |
| -- | ---------------- | ---- | -- | -- | ---- | --- | ---- | ---- | --- | --- | ---- | --- | ---- | ----- | --- | --- | ---- | --- | --- | --- | --- | --- | ---- |
| 1  | David Robinson   | 24   | 82 | 81 | 36.6 | 8.4 | 15.9 | .531 | 0.0 | 0.0 | .000 | 7.5 | 10.2 | .732  | 3.7 | 8.3 | 12.0 | 2.0 | 1.7 | 3.9 | 3.1 | 3.2 | 24.3 |
| 2  | Rod Strickland   | 23   | 31 | 24 | 36.2 | 5.6 | 11.9 | .468 | 0.1 | 0.3 | .222 | 2.9 | 4.8  | .615  | 1.5 | 2.8 | 4.3  | 8.0 | 1.8 | 0.2 | 2.7 | 2.9 | 14.2 |
| 3  | Maurice Cheeks   | 33   | 50 | 49 | 35.3 | 4.3 | 9.0  | .478 | 0.0 | 0.2 | .111 | 2.3 | 2.7  | .832  | 0.8 | 2.6 | 3.3  | 6.0 | 1.6 | 0.1 | 1.7 | 0.9 | 10.9 |
| 4  | Terry Cummings   | 28   | 81 | 78 | 34.8 | 9.0 | 18.9 | .475 | 0.2 | 0.7 | .322 | 4.2 | 5.4  | .780  | 2.8 | 5.6 | 8.4  | 2.7 | 1.4 | 0.6 | 2.5 | 3.5 | 22.4 |
| 5  | Willie Anderson  | 23   | 82 | 81 | 34.0 | 6.5 | 13.2 | .492 | 0.1 | 0.3 | .269 | 2.6 | 3.5  | .748  | 1.4 | 3.1 | 4.5  | 4.4 | 1.4 | 0.7 | 2.4 | 3.1 | 15.7 |
| 6  | Sean Elliott     | 21   | 81 | 69 | 25.1 | 3.8 | 8.0  | .481 | 0.0 | 0.1 | .111 | 2.3 | 2.7  | .866  | 1.6 | 2.1 | 3.7  | 1.9 | 0.6 | 0.2 | 1.4 | 2.1 | 10.0 |
| 7  | David Wingate    | 26   | 78 | 2  | 23.8 | 2.8 | 6.3  | .448 | 0.0 | 0.2 | .000 | 1.1 | 1.4  | .777  | 0.8 | 1.7 | 2.5  | 2.7 | 1.1 | 0.2 | 1.6 | 2.0 | 6.8  |
| 8  | Vernon Maxwell   | 24   | 49 | 2  | 22.8 | 2.7 | 6.2  | .435 | 0.3 | 1.1 | .288 | 1.2 | 1.9  | .621  | 0.7 | 2.2 | 2.9  | 3.0 | 0.9 | 0.1 | 1.4 | 1.6 | 6.9  |
| 9  | Frank Brickowski | 30   | 78 | 12 | 18.4 | 2.7 | 5.0  | .545 | 0.0 | 0.0 | .000 | 1.2 | 1.8  | .674  | 1.1 | 3.1 | 4.2  | 1.3 | 0.8 | 0.5 | 1.2 | 2.9 | 6.6  |
| 10 | Caldwell Jones   | 39   | 72 | 2  | 12.3 | 0.9 | 2.0  | .465 | 0.0 | 0.1 | .200 | 0.5 | 0.8  | .704  | 1.1 | 2.1 | 3.2  | 0.3 | 0.3 | 0.4 | 0.7 | 2.0 | 2.4  |
| 11 | Johnny Moore     | 31   | 53 | 8  | 9.7  | 0.9 | 2.4  | .373 | 0.2 | 0.6 | .235 | 0.3 | 0.5  | .593  | 0.3 | 0.7 | 1.0  | 1.5 | 0.6 | 0.1 | 0.7 | 1.0 | 2.2  |
| 12 | Jeff Lebo        | 23   | 4  | 0  | 8.0  | 0.5 | 1.8  | .286 | 0.0 | 0.0 |      | 0.5 | 0.5  | 1.000 | 0.5 | 0.5 | 1.0  | 0.8 | 0.5 | 0.0 | 0.3 | 1.8 | 1.5  |
| 13 | Uwe Blab         | 27   | 7  | 0  | 7.1  | 0.9 | 1.6  | .545 | 0.0 | 0.0 |      | 0.4 | 0.9  | .500  | 0.1 | 1.1 | 1.3  | 0.1 | 0.0 | 0.0 | 0.7 | 1.3 | 2.1  |
| 14 | Reggie Williams  | 25   | 10 | 0  | 6.8  | 1.9 | 4.2  | .452 | 0.0 | 0.5 | .000 | 0.4 | 0.6  | .667  | 0.3 | 0.5 | 0.8  | 0.5 | 0.1 | 0.3 | 0.4 | 1.6 | 4.2  |
| 15 | Žarko Paspalj    | 23   | 28 | 1  | 6.5  | 1.0 | 2.8  | .342 | 0.0 | 0.0 | .000 | 0.6 | 0.8  | .818  | 0.5 | 0.5 | 1.1  | 0.4 | 0.1 | 0.3 | 0.8 | 1.3 | 2.6  |
| 16 | Chris Welp       | 26   | 13 | 1  | 4.3  | 0.5 | 1.8  | .304 | 0.0 | 0.0 |      | 0.1 | 0.2  | .500  | 0.5 | 0.4 | 0.9  | 0.4 | 0.1 | 0.0 | 0.5 | 1.6 | 1.2  |

## Galardones y récords
| Jugador o directivo | Galardón |
| David Robinson      | Rookie del Año de la NBA Mejor quinteto de rookies de la NBA 3er Mejor quinteto de la NBA 2.º Mejor quinteto defensivo de la NBA All-Star |
| Sean Elliott        | Mejor quinteto de rookies de la NBA |
| Bob Bass            | Ejecutivo del Año de la NBA |